# ماری‌جوانا چونان دروازه ورود
فرضیهٔ «ماری‌جوانا به مثابهٔ دروازهٔ ورود» مدعی است که مصرف ماری‌جوانا احتمال این را که افراد متعاقب آن به مصرف مواد مخدر خطرناک تر روی آورند افزایش می‌دهد و از این رو ماری‌جوانا همچون یک دروازهٔ ورود برای گرایش به مواد خطرناک‌تر است. این فرضیه یکی از ستون‌های اصلی سیاست‌گذاری‌های مخالف با مصرف ماری‌جوانا در آمریکا بوده‌است. با این وجود، در مورد اعتبار و صحت این فرضیه بحث‌های بسیاری وجود دارد.

## شواهد و مدارک
- مطالعات نشان داده‌اند که مصرف دخانیات در مقایسه با مصرف ماری‌جوانا پیش‌بینی‌کنندهٔ بهتری برای مصرف مواد خطرناک‌تر است.[۳]
- هیج مطالعهٔ پذیرفته‌شده‌ای تاکنون نتوانسته‌است رابطه‌ای علت و معلولی بین مصرف ماری‌جوانا و مصرف متعاقب مواد خطرناک‌تر نظیر هروئین و کوکائین بیابد. با این وجود به نظر می‌رسد عواملی همچون گستردگی تبلیغات سیگار تنباکو و همین‌طور رسم مخلوط کردن سیگار و ماری‌جوانا با یکدیگر در قالب یک سیگاری جوینت که در اروپا رایج است، دست به دست یکدیگر می‌دهند تا میزان وابستگی به نیکوتین در میان جوانانی که ماری‌جوانا مصرف می‌کنند افزایش یابد.[۴]
- یک مرور جامع بر روی مقاله‌های مربوط به فرضیهٔ «ماری‌جوانا به مثابهٔ دروازهٔ ورود» که در سال ۲۰۰۵ صورت گرفت نشان داد که[۵]:

1. ممکن است افراد به دلیل رفتارهای از پیش موجود، برای روی آوردن به اعتیاد پیش زمینه داشته باشند.
2. در دسترس بودن مواد چندگانه در بسته‌بندی‌های دلخواه فهم موضوع را دشوار می‌سازد.
3. در این زمینه، خرده فرهنگ‌های مصرف مواد از خود ماری‌جوانا  مؤثرتر هستند.
4. فهم رابطه‌ای بین مصرف ماری‌جوانا و مصرف سایر مواد مستلزم تحقیقات بیشتر بر «زمینه‌های اجتماعی، ویژگی‌های شخصیتی افراد و اثرات مواد بر فرد» است.

- برخی  مطالعات عنوان کرده‌اند که تا زمانی که نتیجهٔ روشنی در مورد فرضیهٔ «ماری‌جوانا به مثابهٔ دروازهٔ ورود» بدست نیامده‌است، بایستی در برنامه‌هاو سیاست‌گذاری‌های مربوط به مواد مخدر، جوانان مصرف‌کنندهٔ ماری‌جوانا همچنان به عنوان یک گروه مستعد و در معرض خطر در نظر گرفته شوند.[۶] سایر یافته‌ها نشان می‌دهد که مصرف‌کنندگان ماری‌جوانا در مقادیر بالا، احتمالاً به‌طور هم‌زمان از چندمادهٔ مخدر دیگر نیز استفاده می‌کنند و از این رو برنامه‌ها و سیاست‌گذاری‌های مربوط به موادمخدر باید مصرف چند ماده را به‌طور هم‌زمان مورد توجه قرار دهند و نه مصرف یک ماده را.[۷]
- یک فرضیهٔ دیگر در این زمینه این است که اثر دروازهٔ ورود شاید به دلیل «عوامل مشترکی» باشد که در مصرف هر نوع مادهٔ غیرقانونی نقش دارند. به دلیل غیرقانونی بودن مصرف/فروش ماری‌جوانا، احتمال بیشتری دارد که مصرف کنندگان این ماده در موقعیت‌هایی قرار بگیرند که طی آن با افرادی که سایر مواد غیرقانونی را مصرف می‌کنند و/یا می‌فروشند آشنا شوند.[۸][۹] با این استدلال، برخی مطالعات نشان داده‌اند که الکل و تنباکو نیز می‌توانند به مثابهٔ دروازهٔ ورود در نظر گرفته شوند.[۱۰] در هر حال، یک تبیین صرفه‌جویانه‌تر می‌تواند این باشد که ماری‌جوانا در مقایسه با مواد غیرقانونی جدی‌تر صرفاً حاضر و آماده‌تر و (و در سن پایین‌تر) در دسترس‌تر  است، و الکل/تنباکو نیز به نوبهٔ خود در مقایسه با ماری‌جوانا در دسترس‌تر هستند. (اگرچه شاید در برخی مناطق ماجرا برعکس باشد)، این روند باعث به وجود آمدن حالتی زنجیروار و متوالی از دروازه‌های ورود می‌شود که افرادی که بیش از دیگران به دنبال مواد هستند آن‌ها را یکی پس از دیگری تجربه می‌کنند.[۱۱]
- یک مطالعه که در سال ۲۰۱۰ در ژورنال «سلامت و رفتار اجتماعی» منتشر شد دریافت که عوامل اصلی‌ای که باعث می‌شود مصرف‌کنندگان  مادهٔ مصرفی خود را تغییر دهند عبارتند از سن، توانایی مالی، وضعیت شغلی، و استرس‌های روانی. این مطالعه دریافت که هیچ «نظریهٔ دروازهٔ ورودی» وجود ندارد و اینکه مصرف مواد تا حد نسبتاً زیادی در پیوند با وضعیت زندگی افراد است. اگرچه این مطالعه نشان داد که مصرف‌کنندگان ماری‌جوانا {در مقایسه با افراد دیگر-م} احتمال بیشتری  دارد که از مواد دیگری نیز استفاده کنند.[۱۲]
- مصرف کنندگان تازه‌کار ماری‌جوانا هنگامی که متوجه می‌شوند بین اطلاعات منتشر شده توسط نهادهای مخالف مصرف مواد و تجربیات شخصی‌شان تفاوت وجود دارد ممکن است اینطور نتیجه بگیرند که اطلاعات و داده‌هایی که در مورد مواد خطرناک‌تر نیز ارائه می‌شوند اغراق‌آمیز و غیرواقعی هستند، و به این شکل به این اطلاعات اعتنایی نکنند.